# Bionique
La bionique est la science qui recherche, chez les plantes et les animaux, des modèles en vue de réalisations techniques. Elle se base sur l'étude des systèmes biologiques (biomécanique en particulier) pour développer (par biomimétisme éventuellement) des systèmes non biologiques susceptibles d'avoir des applications technologiques.

## Histoire
En 1960, lors du premier congrès qui se tint à Dayton, dans l'Ohio, aux États-Unis, le nom de "Bionique" fut proposé par le major Jack E. Steele de l'U.S. Air Force pour nommer la science des systèmes qui ont un fonctionnement copié sur celui des systèmes naturels, ou qui présentent les caractéristiques spécifiques des systèmes naturels, ou encore qui leur sont analogues.

## Principes fondamentaux
La bionique étudie la vie avec l'objectif de comprendre les mécanismes de fonctionnement des organismes vivants, afin de pouvoir les appliquer aux créations humaines.
Elle s'intéresse à toutes les capacités des cellules, organismes ou de certaines communautés ou symbioses permettant l'autonomie, ou la capacité à trouver et utiliser des sources d'énergie.
Une démarche bionique typique étudie un système naturel, interprète le principe puis le transpose dans une réalisation de type industriel. C'est en observant les fructifications de la bardane qui s'accrochaient à ses vêtements que Georges de Mestral eut l'idée de fabriquer le Velcro. Mais Léonard de Vinci faisait déjà de la bionique lorsqu'il s'inspirait du vol des chauve-souris Pipistrellus pipistrellus pour ses projets de machines volantes.

Les fonctions et mécanismes permettant le mouvement et la mobilité, autrement dit la locomotion, sont notamment étudiés ;
- chez les animaux (animaux sociaux notamment, pour leurs capacités collaboratives) ; Les mécanismes de propulsion des poissons, grâce à leurs nageoires et leur queue, ont été observés puis utilisés pour l'amélioration des godilles. Le mode de propulsion aquatique par réaction, chez le Nautilus Pompilius, la seiche, le calmar, la méduse, la coquille Saint-Jacques ou la larve de libellule est équivalent à celui de la soucoupe plongeante du commandant Jacques-Yves Cousteau qui utilise deux tuyères opposées orientables, assurant à la fois la propulsion par réaction et l'orientation de la soucoupe.
- chez les plantes ; Elles sont en effet capables de mouvements lents (le lierre qui escalade un arbre), moyennement rapides (ex : Drosera enserrant un insecte) ou très rapide (ex : expulsion brutale de graines). Les plantes sont aussi capables de très efficacement animer des flux internes (ex : circulation de la sève jusqu'à des dizaines de mètres de hauteur ou distance par capillarité, ou circulation de fluide cellulaire au moyen de cils vibratiles chez les characées ) sans système musculaire ni nerveux comparable à celui des animaux) [1] ;
- chez les bactéries (certaines espèces font preuve de capacité organisationnelle) ;
- chez d'autres organismes ; Par exemple les myxomycètes capables de produire des colonies mobiles où les individus ont des comportements coordonnés et forment un super-organisme.

## Champs d'étude et d'application
La bionique est devenue incontournable en différents domaines :
- l'intelligence artificielle
- la robotique (des robots nageurs à queue de poisson et des robots « insectes »)
- les revêtements autonettoyants basés sur les études sur les feuilles de lotus
- les revêtements hydro- ou aérodynamiques inspirés par la peau de requin
- l'aéronautique aussi, dès ses débuts s'est inspirée de la nature : notamment avec le profil canard
- la conception de nouveaux casques de protection bioniques adaptés à la structure interne de la tête humaine

La bionique est également applicable au remplacement de membre ou d'organe du corps humain par un appareil actif électriquement avec un fonctionnement efficace.

## Dans la fiction
- L'Homme qui valait trois milliards, dont le héros, Steve Austin, est le premier « homme bionique ».
- Le T-800 est un cyborg issu de la série de films Terminator. Il possède des yeux bioniques.
- Alastor Maugrey / Maugrey Fol'Œil dans les films Harry Potter et la Coupe de Feu, Harry Potter et L'Ordre du Phénix et Harry Potter et les Reliques de la Mort : Partie 1, possède un œil non pas bionique, mais magique qui lui permet de connaître d'un seul regard la vraie identité d'une personne, qu'elle soit Moldue ou non. À la suite de son décès dans la première partie du septième film, foudroyé par un Sortilège de Mort lancé par Lord Voldemort, son œil est confié à Dolores Ombrage et fixé sur la porte de son bureau, pour espionner les employés du Ministère de la Magie, tombé sous la coupe de Lord Voldemort. Après avoir cherché le Médaillon-Horcruxe dans le bureau d'Ombrage mais ne l'ayant pas trouvé, Harry Potter (sous les traits d'Albert Runcorn) a récupéré l'œil de Maugrey et l'a enterré quelque part après sa fuite du Ministère avec ses amis Ron Weasley et Hermione Granger.
- Le Capitaine John Silver, du Classique d'animation Disney La Planète au Trésor, est un cyborg qui possède un œil, un bras et une jambe bionique.